# 米尔顿 (安大略省)
米尔顿（英語：Milton）是加拿大安大略省南部荷頓區一鎮，為荷頓區的行政中心。苗頓離多倫多市中心以西約40（25英里），南鄰奧克維爾鎮和伯靈頓市，西及哈密爾頓市和威靈頓縣普斯林治鄉，北至威靈頓縣的貴湖/伊拉摩沙鄉，東北臨荷頓山鎮，東南面則與皮爾區密西沙加市為鄰，是大多伦多地区的一部分。
據2011年加拿大人口普查所示，米尔顿鎮內有84,362名居民，較2006年上升56.4%，而2001年至06年間的人口則增長了71.4%，這些年間為大金馬蹄地區人口增長速度最高的城鎮。

## 歷史
英裔殖民馬田（Jasper Martin）一家於1810年代末從英格蘭紐卡素遷居至此，並於1820年代初獲得此帶約100英畝（40公頃）土地的業權。他隨之在十六英里溪（Sixteen Mile Creek）畔設立一座磨坊；此舉吸引了更多殖民到此定居，而一座農業社區亦圍繞著該磨坊而成形。到了1830年代中期，此處人口約為300人，而該社區亦取名苗頓，名稱來自英國詩人約翰·苗頓。
苗頓於1853年成為荷頓縣的縣治，數座縣政府大樓隨之在苗頓豎立，當中包括縣法院及監獄大樓以及土地註冊處。苗頓再於1857年正式建制為鎮，鎮議會首場會議於同年7月4日舉行。鐵路交通於1870年代末開通至此；鎮内的食水和電力供應系統分別於1887年和1891年設立，而電話服務則從1893年開始。
第二次世界大戰後，大多倫多地區的市郊發展逐漸伸延至苗頓，401號公路開通至此地後尤以為甚。安省政府於1974年1月1日將荷頓縣改組成荷頓區，苗頓保留為荷頓區的行政中心，並同時兼併隔鄰的拿薩加維亞鄉（Nassagaweya Township），以及艾斯奎辛鄉（Esquesing Township）、特拉法加鄉（Trafalgar Township）和納爾遜鄉（Nelson Township）的部分範圍。

## 交通
苗頓鎮內有兩條達致400系列公路資格的高速公路。401號公路呈東西走向貫穿苗頓，向東經多倫多通往魁北克省邊界，向西則通往倫敦和溫莎。407號收費公路則掠過苗頓的南部和東南部，並構成苗頓和密西沙加的界線，西起伯靈頓，東達區。此外，荷頓區政府亦在鎮内維護一系列區道。
苗頓鎮內的公共交通服務由鎮營的苗頓交通局營運。GO運輸公司旗下的苗頓線通勤鐵路服務以苗頓火車站作其西端終點站，自此向東通往多倫多市中心的聯合車站，而該機構旗下的數條通勤巴士線亦途經苗頓。鎮內沒有城際鐵路服務停靠，居民需往奧克維爾或喬治鎮火車站乘搭維亞鐵路旗下的魁北克市-溫莎走廊鐵路服務。
鎮內居民可透過多倫多皮爾遜國際機場、約翰·卡爾·芒羅哈密爾頓國際機場、或紐約州的水牛城-尼亞加拉國際機場和尼亞加拉瀑布城國際機場前往外地。

## 人口
據2011年加拿大人口普查所示，苗頓鎮內有84,362名居民，較2006年的53,889人上升56.4%。2011年鎮內有28,049戶民房，當中27,561戶有人居住在内。
鎮內居民有69.5%以英語為母語；母語為烏爾都語的居民佔4.3%、波蘭語佔2.2%、西班牙語佔2.1%、旁遮普語佔1.6%、而法語則佔1.5%。在官方語言認知率方面，91.2%的人口在英法兩語中仅能讲英语，0.1%在英法兩語中僅能講法語，7.4%的人口能講英法双语，1.3%的人口則兩種官方語言皆不諳。

## 教育
苗頓鎮內的英語公立中小學由荷頓區教育局（Halton District School Board）負責營運，而荷頓區天主教教育局（Halton Catholic District School Board）則負責營運鎮內的英語天主教公立中小學。

## 外部連結
- （英文）Town of Milton （页面存档备份，存于）－苗頓鎮政府官方網站